# 斯科特·卢茨
斯科特·卢茨（英語：Scott Lutes，1962年9月25日—），加拿大男子帆船运动员。他曾代表加拿大参加2012年和2016年夏季残疾人奥林匹克运动会帆船比赛，其中2016年夏季残奥会获得一枚铜牌。